# Deutsche Cadre-47/2-Meisterschaft 2005/06
Die Deutsche Cadre-47/2-Meisterschaft 2005/06 ist eine Billard-Turnierserie und fand vom 7. bis zum 8. November 2005 in Bad Wildungen zum 73. Mal statt.

## Geschichte
Die Ergebnisse stammen aus eigenen Unterlagen. Weitere Informationen sind nicht bekannt.

## Modus
Gespielt wurden zwei Vorrundengruppen à vier Spieler im Round-Robin-Modus bis 200 Punkte oder 15 Aufnahmen. Die beiden Gruppenbesten kamen ins Halbfinale und spielten den Sieger aus. Die Endplatzierung ergab sich aus folgenden Kriterien:
1. Matchpunkte
2. Generaldurchschnitt (GD)
3. Höchstserie (HS)

## Teilnehmer
1. Sven Daske (BG Hamburg) Titelverteidiger
2. Thomas Berger (Wiesbadener BC)
3. Axel Büscher (Bergisch-Gladbacher BC)
4. Jens Fischer (BSC Hasselt)
5. Carsten Lässig (Coesfeld)
6. Thomas Nockemann (Bochum)
7. Arnd Riedel (BC Wedel)
8. Dieter Steinberger (BC Kempten)

## Abschlusstabelle
| Klassement                 | Klassement | Klassement         | Klassement | Klassement | Klassement | Klassement | Klassement | Klassement | Klassement |
| Phase                      | Platz      | Name               | MP         | Pkt.       | Aufn.      | GD         | BED        | HS         |            |
| -------------------------- | ---------- | ------------------ | ---------- | ---------- | ---------- | ---------- | ---------- | ---------- | ---------- |
| Finale                     | 1          | Thomas Nockemann   | 9:1        | 1000       | 32         | 31,25      | 100,00     | 187        |            |
| Finale                     | 2          | Sven Daske         | 8:2        | 955        | 38         | 25,13      | 50,00      | 155        |            |
| Halb- finale               | 3          | Carsten Lässig     | 4:4        | 641        | 41         | 15,63      | 20,00      | 70         |            |
| Halb- finale               | 3          | Thomas Berger      | 3:5        | 644        | 40         | 16,10      | 25,00      | 100        |            |
| Gruppen- phase             | 5          | Dieter Steinberger | 2:4        | 323        | 24         | 13,45      | 18,18      | 52         |            |
| Gruppen- phase             | 6          | Jens Fischer       | 2:4        | 412        | 38         | 10,84      | 11,53      | 75         |            |
| Gruppen- phase             | 7          | Arnd Riedel        | 2:4        | 333        | 28         | 11,89      | 12,66      | 59         |            |
| Gruppen- phase             | 8          | Axel Büscher       | 0:6        | 373        | 29         | 12,86      | –          | 81         |            |
| Turnierdurchschnitt: 17,33 |            |                    |            |            |            |            |            |            |            |